# 都島神社
都島神社（みやこじまじんじゃ）は、大阪市都島区都島本通にある神社。

## 歴史
当地は屈曲して流れる淀川支流の大川の左岸に当たり、かつては度々洪水に見舞われた。平安時代後期に後白河法皇が当地へ行幸した際にこれを哀れみ、当地の鎮守として神社を置くよう命じた。当社の歴史は、これを受けた東成郡毛馬村・滓上江村（澤上江村）・友渕村など8村が協力し、永暦元年（1160年）に十五社神社を建立したことに始まる。後白河法皇は仁安3年（1168年）には当社の北側に生母の待賢門院を祀る母恩寺を建立している。
当初の社名は天照大神を初めとする15神を祀っていることによるが、1943年（昭和18年）に都島神社と改称した。1945年（昭和20年）6月7日の第3回大阪大空襲で社殿その他が焼失するが、1949年（昭和24年）に再建された。
境内に立つ石造三重宝篋印塔は鎌倉時代後期の嘉元2年（1304年）の銘があり、大阪市内最古の石造遺物として大阪府の有形文化財となっている。

## 祭神
- 天照大神
- 廣田大神（六甲山大権現）
- 住吉大神（住吉大明神）
- 熊野大神（熊野権現）
- 三十川大神
- 白山大神（白山権現）
- 生野大神
- 小守大神
- 石上大神（石上大明神、岩上大明神、布留大明神）
- 春日大神（春日権現、春日大明神、春日神）
- 加茂大神
- 大原野大神
- 松尾大神（松尾大明神）
- 石清水八幡大神（八幡大菩薩）
- 稻荷大神（稲荷大明神）

## 境内
- 本殿
- 拝殿
- 遙拝所
- 手水舎
- 社務所
- 祭器庫
- 石造三重宝篋印塔（大阪府指定有形文化財） - 嘉元2年（1304年）作。大阪市内最古の石造遺物。

## 文化財

### 大阪府指定有形文化財
- 石造三重宝篋印塔

## 祭礼
- 夏季大祭は7月22日、23日にかけて、だんじりや、獅子舞や子ども太鼓３講が繰り出す。
- 秋季大祭は10月19日、20日。模擬店などで賑わう。

## 周辺
- 大阪府立都島工業高等学校
- 大阪市立総合医療センター
- 法皇山母恩寺

## 交通
- 地下鉄谷町線 都島駅下車　北西へ100m
- 大阪市道大阪環状線（都島通） 都島本通交差点から西へ200m